# Brevipalpus selas
Brevipalpus selas är en spindeldjursart som beskrevs av Pritchard och Baker 1952. Brevipalpus selas ingår i släktet Brevipalpus och familjen Tenuipalpidae. Inga underarter finns listade.